# Richard Boucher

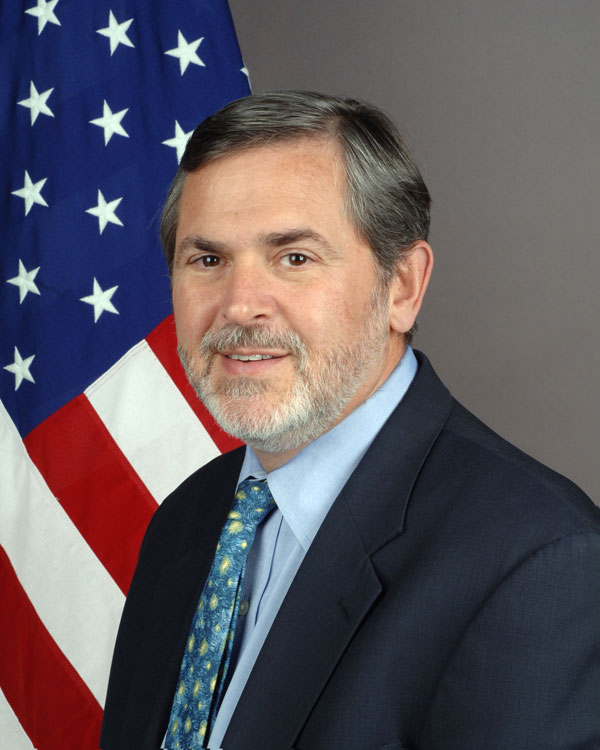
Richard Boucher

Richard A. Boucher (* 13. Dezember 1951 in Bethesda, Maryland; † 26. Juni 2025 in Virginia) war ein US-amerikanischer Diplomat, der unter anderem von 1993 bis 1996 Botschafter in Zypern, zwischen 2001 und 2005 Assistant Secretary of State for Public Affairs sowie von 2006 Assistant Secretary of State for South and Central Asian Affairs war.

## Leben

### Studium und Beginn der diplomatischen Laufbahn
Boucher begann nach dem Schulbesuch ein Studium der Fächer englische Literatur und französische Literatur an der Tufts University, das er 1973 mit einem Bachelor of Arts (B.A. English & French Literature) abschloss. Im Anschluss war er von 1973 bis 1975 für das Friedenscorps im Senegal tätig und nahm daraufhin ein postgraduales Studium der Wirtschaftswissenschaften an der George Washington University auf, ehe er 1977 in den diplomatischen Dienst des US-Außenministeriums eintrat. Er war unter anderem zwischen 1979 und 1980 Konsularbeamter am Generalkonsulat in Guangzhou sowie später von 1984 bis 1986 Ständiger Vertreter des Generalkonsuls in Shanghai. 1986 kehrte er ins Außenministerium zurück und war Leitender Auswertungsbeamter im Operationszentrum sowie danach von 1987 bis 1989 stellvertretender Leiter des Sachgebiets für europäische Sicherheit und politische Angelegenheiten (Office of European Security & Political Affairs).
Nachdem Boucher zwischen 1989 und 1992 stellvertretender Sprecher war, fungierte er von 1992 bis 1993 als Sprecher des Außenministeriums. Danach wurde er am 22. November 1993 Nachfolger von Robert E. Lamb als Botschafter in Zypern und verblieb auf diesem diplomatischen Posten bis zum 12. Juni 1996. Er selbst wurde daraufhin im August 1996 Nachfolger von Richard W. Mueller als Generalkonsul in Hongkong und übte diese Funktion bis Juli 1999 aus.
Nach seiner Rückkehr in die USA war Boucher zwischen 1999 und 2000 Referent für Asiatisch-Pazifische Wirtschaftsgemeinschaft (APEC) im Außenministerium und übernahm anschließend am 5. Januar 2001 als Nachfolger von James Rubin den Posten als Assistant Secretary of State for Public Affairs. In dieser Position war er bis zu seiner Ablösung durch Sean McCormack am 2. Juni 2005 sowohl Leiter der Unterabteilung für Öffentlichkeitsarbeit als auch Chefsprecher des Außenministeriums.

### Assistant Secretary of State
Am 21. Februar 2006 wurde Boucher neuer Assistant Secretary of State for South and Central Asian Affairs und damit Leiter der neugeschaffenen Unterabteilung für Süd- und Zentralasien (Bureau for South and Central Asian Affairs) des Außenministeriums. Er übte diese Funktion bis zum 25. Mai 2009 aus und empfing in dieser Funktion am 6. Juni 2008 die Ernennung zum Career Ambassador, der höchsten Rangstufe im US Foreign Service. Am 2. Juni 2009 wurde er durch Robert O. Blake, Jr. abgelöst, der zuvor Botschafter in Sri Lanka war. 
Aus der Ehe von Boucher, der sich auch für die Pilgrims Society engagierte, mit Carolyn Brehm gingen die Tochter Madeline Boucher und der Sohn Peter Boucher hervor.